# Fuel (zespół muzyczny)
Fuel – amerykańska hardrockowa grupa muzyczna pochodząca z Harrisburgu w Pensylwanii, założona przez gitarzystę i autora utworów – Carla Bella, basistę – Jeffa Abercrombie'go i perkusistę – Kevina Millera w roku 1989. Cztery lata później zespół znany pod nazwą Small the Joy przechrzcił się na Fuel i przeniósł z Tennessee do Pensylwanii. W latach 2009–10 można było spotkać grupę jako Re-Fueled.
Do najpopularniejszych singli grupy zalicza się utwory „Hemorrhage (In My Hands)”, „Shimmer” czy pochodzący z płyty z 2014 roku „Soul to Preach To”.

## Dyskografia
| Rok  | Album                                                                                    | Najwyższe notowanie | Najwyższe notowanie | Najwyższe notowanie | Sprzedaż                                                         |
| Rok  | Album                                                                                    | US                  | AUS                 | NZ                  | Sprzedaż                                                         |
| ---- | ---------------------------------------------------------------------------------------- | ------------------- | ------------------- | ------------------- | ---------------------------------------------------------------- |
| 1998 | Sunburn - 1. album studyjny - Wydany: 31 marca 1998 - Wytwórnia: Epic                    | 77                  | 16                  | 17                  | - Sprzedano w USA: 1 000 000+ - Status płyty w USA: platynowa    |
| 2000 | Something Like Human - 2. album studyjny - Wydany: 19 września 2000 - Wytwórnia: Epic    | 17                  | 6                   | 8                   | - Sprzedano w USA: 2 000 000+ - Status płyty w USA: 2x platynowa |
| 2003 | Natural Selection - 3. album studyjny - Wydany: 23 września 2003 - Wytwórnia: Epic       | 15                  | 64                  | —                   | - Sprzedano w USA: 400 000+                                      |
| 2007 | Angels & Devils - 4. album studyjny - Wydany: 7 sierpnia 2007 - Wytwórnia: Epic          | 42                  | —                   | —                   | - Sprzedano w USA: 100 000+                                      |
| 2014 | Puppet Strings - 5. album studyjny - Wydany: 4 marca 2014 - Wytwórnia: Megaforce Records | 77                  | —                   | —                   | - Sprzedano w USA: brak danych                                   |